# Juan Godayol Colom
Juan Godayol Colom SDB (* 4. September 1943 in Mataró) ist emeritierter Prälat von Ayaviri.

## Leben
Juan Godayol Colom trat der Ordensgemeinschaft der Salesianer Don Boscos bei und empfing am 13. August 1972 die Priesterweihe. Papst Johannes Paul II. ernannte ihn am 4. Dezember 1991 zum Prälaten von Ayaviri.
Der Apostolische Nuntius in Peru, Luigi Dossena, weihte ihn am 4. Januar des nächsten Jahres zum Bischof; Mitkonsekratoren waren Fernando Vargas Ruiz de Somocurcio S.J., Erzbischof von Arequipa, und José Ramón Gurruchaga Ezama SDB, Bischof von Huaraz.
Von seinem Amt trat Juan Godayol Colom am 18. Februar 2006 zurück. Es war der Apostolische Nuntius Rino Passigato, der Bischof Godayol zuvor aufgefordert hatte, „aus Gesundheitsgründen“ seinen Rücktritt anzubieten.